# Digenīs Akritas Morphou
Il Digenís Akrítas Mórphou o, più semplicemente, Digenis Morphou (in greco Διγενής Ακρίτας Μόρφου?) è una squadra polisportiva cipriota della città di Morfou, a che, a seguito dell'invasione turca del 1974, gioca in esilio a Nicosia.
Fondata il 23 aprile 1931, conta una sezione calcio, una pallacanestro e una di danza. Prende il proprio nome dall'eroe epico medioevale Digenis Akritas raffigurato anche nell'emblema della società.

## Sezione Calcio
La squadra calcistica, dopo oltre un trentennio di attività amatoriale, si iscrisse alla Federazione calcistica di Cipro a partire dal 1968, quando poté dotarsi di uno stadio adeguato. Promossa in prima divisione nel 1970, arrivò ad affacciarsi alla Coppa UEFA nell'edizione 1971/72.
Retrocessa in seconda divisione dopo l'esilio a Nicosia, tornò in prima divisione nel 2000, rimanendovi un solo anno. Di nuovo in prima divisione tra il 2002 e il 2007, successivamente retrocede fino alla terza divisione. Attualmente è in seconda divisione dopo la promozione ottenuta nel 2019.

## Palmarès

### Competizioni nazionali
- Seconda Divisione cipriota: 1

1969-1970, 1999-2000
- Terza Divisione cipriota: 2

1987-1988, 2018-2019

### Altri piazzamenti
- Campionato cipriota:

Secondo posto: 1970-1971
- Coppa di Cipro:

Finalista: 2004-2005
- B' Katīgoria:

Secondo posto: 1968-1969, 2001-2002

## Sezione Pallacanestro
La squadra, tornata nel 2009 in prima divisione, può vantare i due titoli nazionali del 1966/67 e 1967/68.

### Palmarès
- Campionato cipriota: 2

1967, 1968